# Дедондер, Людивин
Людивин Дедондер (фр. Ludivine Dedonder, род. 17 марта 1977, Турне, Бельгия) — бельгийский государственный и политический деятель. Представитель французского сообщества, член «Социалистической партии». Действующий министр обороны (первая женщина на этой должности в истории Бельгии) в кабинете Де Кро, приведённом к присяге 1 октября 2020 года. В 2019—2020 гг. — депутат Палаты представителей.

## Биография
Родилась 17 марта 1977 года в Турне.
Изучала бизнес-инжиниринг в Льежском университете.
В 2000—2001 гг. работала радиоведущей на Fréquence wallonie. В 2001—2002 гг. была спортивным журналистом в компании RTBF. Также была ведущей спортивных новостей на региональном канале Notélé. В 2002—2006 гг. была советником политика Мишеля Дардена, регионального министра в Валлонии. В 2006—2019 гг. была членом городского совета Турне.
Участвовала в парламентских выборах 25 мая 2019 года в избирательном округе Эно. Заняла второе место в списке «Социалистической партии». Была избрана в Палату представителей.
1 октября 2020 года назначена министром обороны в кабинете Де Кро.

## Личная жизнь
Живёт в гражданском партнёрстве с Поль-Оливье Деланнасом, бургомистром Турне в 2014—2019 гг.